# Gumiane
Gumiane ist eine französische Gemeinde mit 20 Einwohnern (Stand 1. Januar 2022) im Süden des Départements Drôme in der Region Auvergne-Rhône-Alpes. Sie gehört zum Kanton Le Diois und zum Kommunalverband Pays Diois.

## Geografie
Gumiane liegt etwa 30 Kilometer nordöstlich von Nyons am Fluss Roanne.

## Weblinks

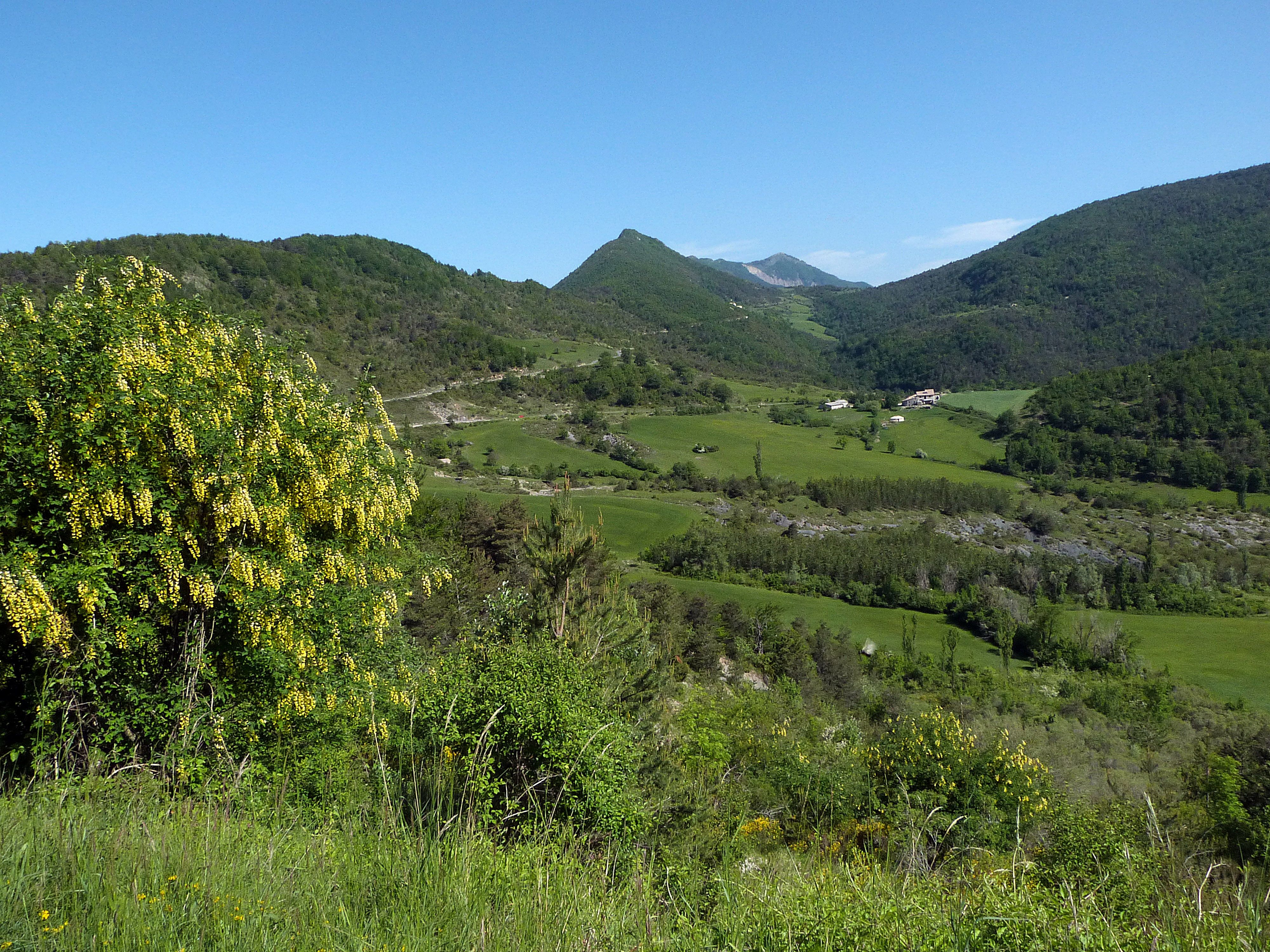
Landschaft bei Gumiane

## Bevölkerungsentwicklung
| Jahr                       | 1962 | 1968 | 1975 | 1982 | 1990 | 1999 | 2006 | 2016 |
| Einwohner                  | 56   | 50   | 44   | 43   | 41   | 33   | 28   | 20   |
| Quellen: Cassini und INSEE |      |      |      |      |      |      |      |      |